# Yaiza

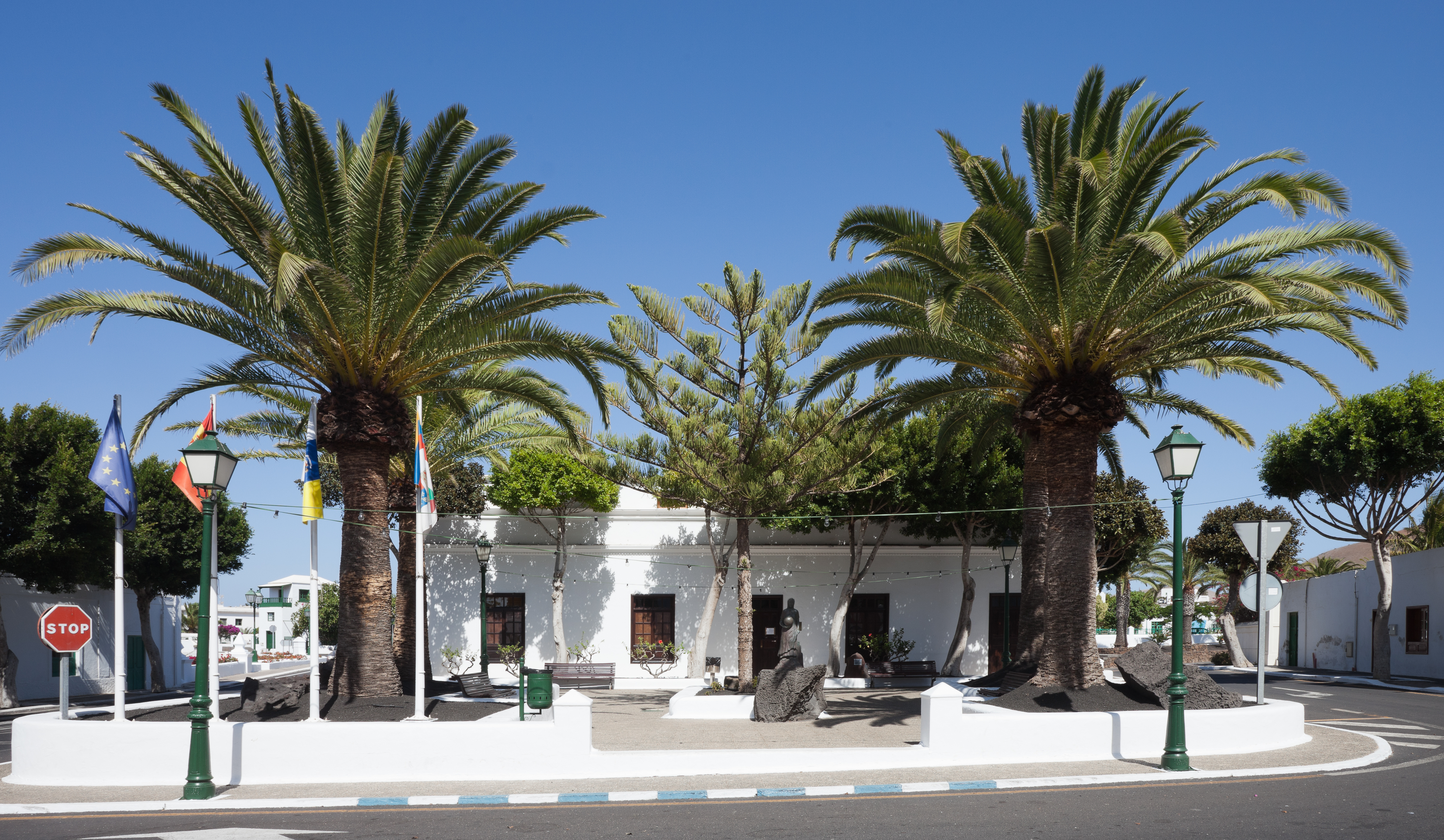
Rathaus

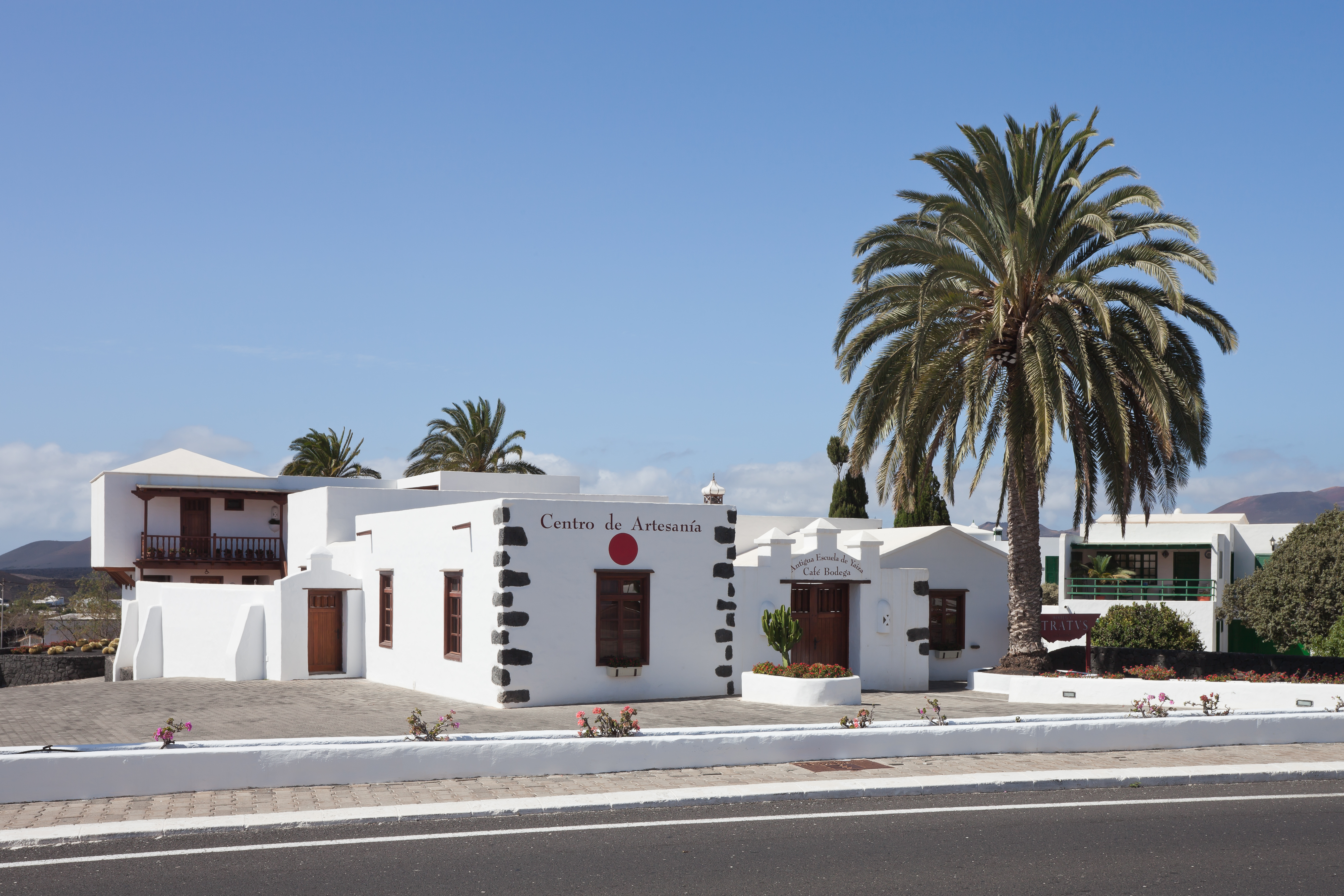
Kunsthandwerkszentrum

Yaiza ist die südlichste der sieben Gemeinden der zu Spanien gehörenden Kanareninsel Lanzarote. Sie erhielt mehrfach die Auszeichnung Schönste Gemeinde Lanzarotes. Hierbei spielte der in der Inselhauptstadt Arrecife geborene Künstler und Umweltschützer César Manrique eine bedeutende Rolle.

## Geschichte
Der Hauptort Yaiza war, wie der Nachbarort Uga, von den gewaltigen Vulkaneruptionen in den dreißiger Jahren des 18. Jahrhunderts betroffen. Das Dorf existierte nach den Ausbrüchen praktisch nicht mehr und musste wiederaufgebaut werden. Landwirtschaft, der Haupterwerb der Bevölkerung, war allerdings auf den von Lava verschütteten Flächen im Norden Yaizas nicht mehr möglich. Die Bewohner unternahmen alles, um den kleinen Ort wieder in seiner früheren Schönheit entstehen zu lassen.
Heute ist neben im Trockenfeldbau betriebenem Weinanbau vor allem der Tourismus die Haupteinnahmequelle der Gemeinde.

## Orte der Gemeinde
Die Bevölkerungszahlen in Klammern stammen aus dem Jahr 2007.
- Playa Blanca (7.956)
- Uga (773)
- Yaiza (720)
- Las Breñas (370)
- Femés (252)
- Puerto Calero (301)
- Playa Quemada (131)
- El Golfo (131)
- Las Casitas (63)
- La Hoya (44)
- Cortijo Viejo (44)
- La Degollada (43)
- La Geria (23)
- Maciot (26)

Yaiza ist auf Lanzarote nach Tías die Gemeinde mit dem zweithöchsten Ausländeranteil, er liegt bei 38 Prozent (Stand 2021).

## Charakter
An der Hauptstraße befindet sich in der Ortsmitte die barocke Iglesia Nuestra Señora de los Remedios, die nach den Vulkanausbrüchen im 18. Jahrhundert wieder hergerichtet wurde. Das Ortsbild wird von ganz in weiß gehaltenen Häusern im kanarischen Stil dominiert, die einen Kontrast zu dem vom Vulkanismus geprägten Umland schaffen. Besonders stilvoll ist das von dem Künstler César Manrique in den 1970er Jahren restaurierte ehemalige Landgut La Era, in dem sich heute ein Lokal befindet.
Zu den Natursehenswürdigkeiten auf dem Gemeindegebiet zählen der Krater El Golfo, Teile der Montañas del Fuego (Feuerberge) im Timanfaya-Nationalpark, die Papagayo-Strände sowie die Bergkette Los Ajaches.
Größter Ort in der Gemeinde Yaiza ist der Badeort Playa Blanca (etwa acht Kilometer südwestlich des Hauptortes Yaiza). Hier gibt es viele Unterkunftsbertriebe, Tavernen und Bar. Ausflugsboote verkehren zu den Papagayo-Stränden, Fähren verbinden mit Corralejo auf Fuerteventura.

## Wanderwege

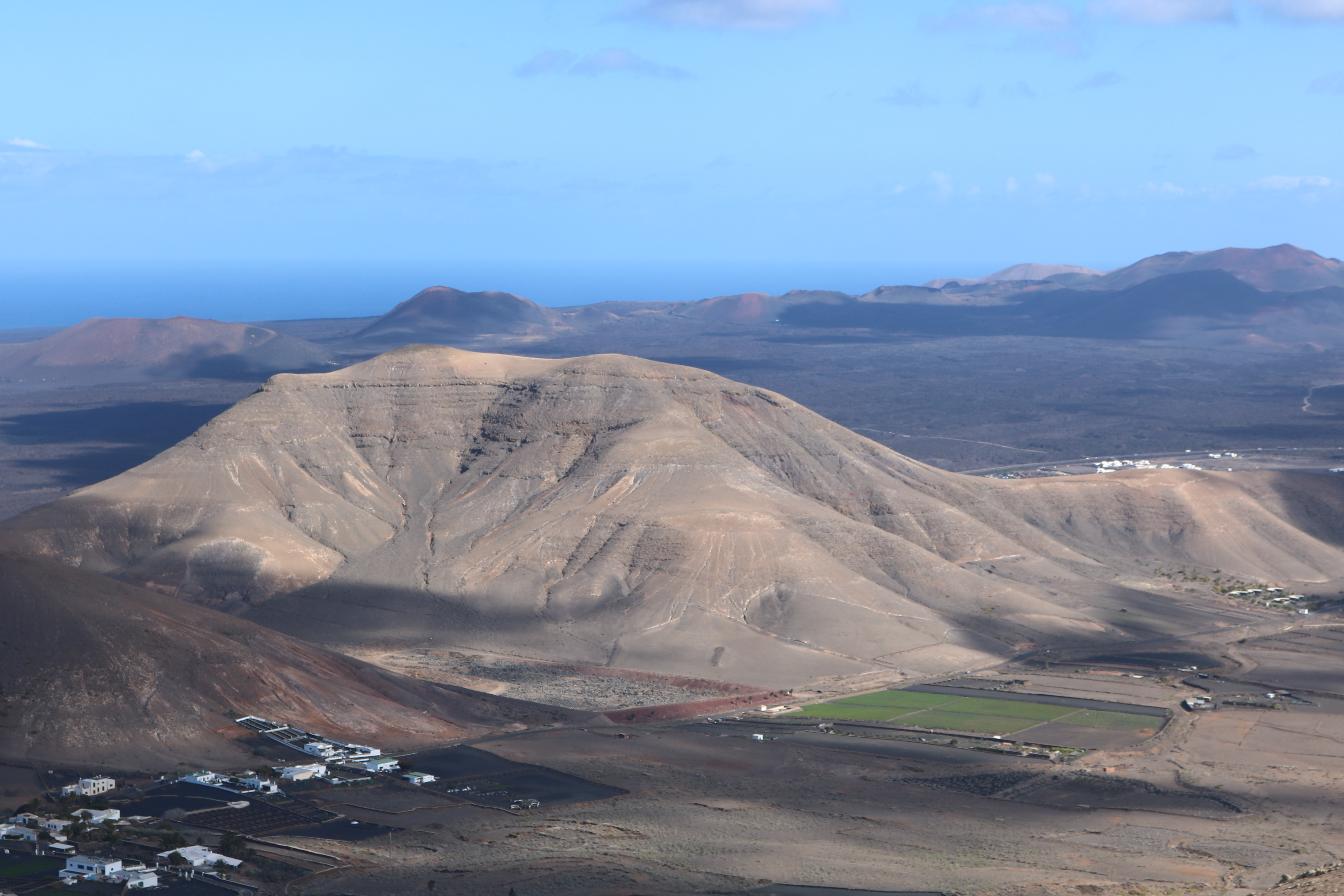
Montaña de la Cinta gesehen vom Kammweg zur Atalaya de Femés

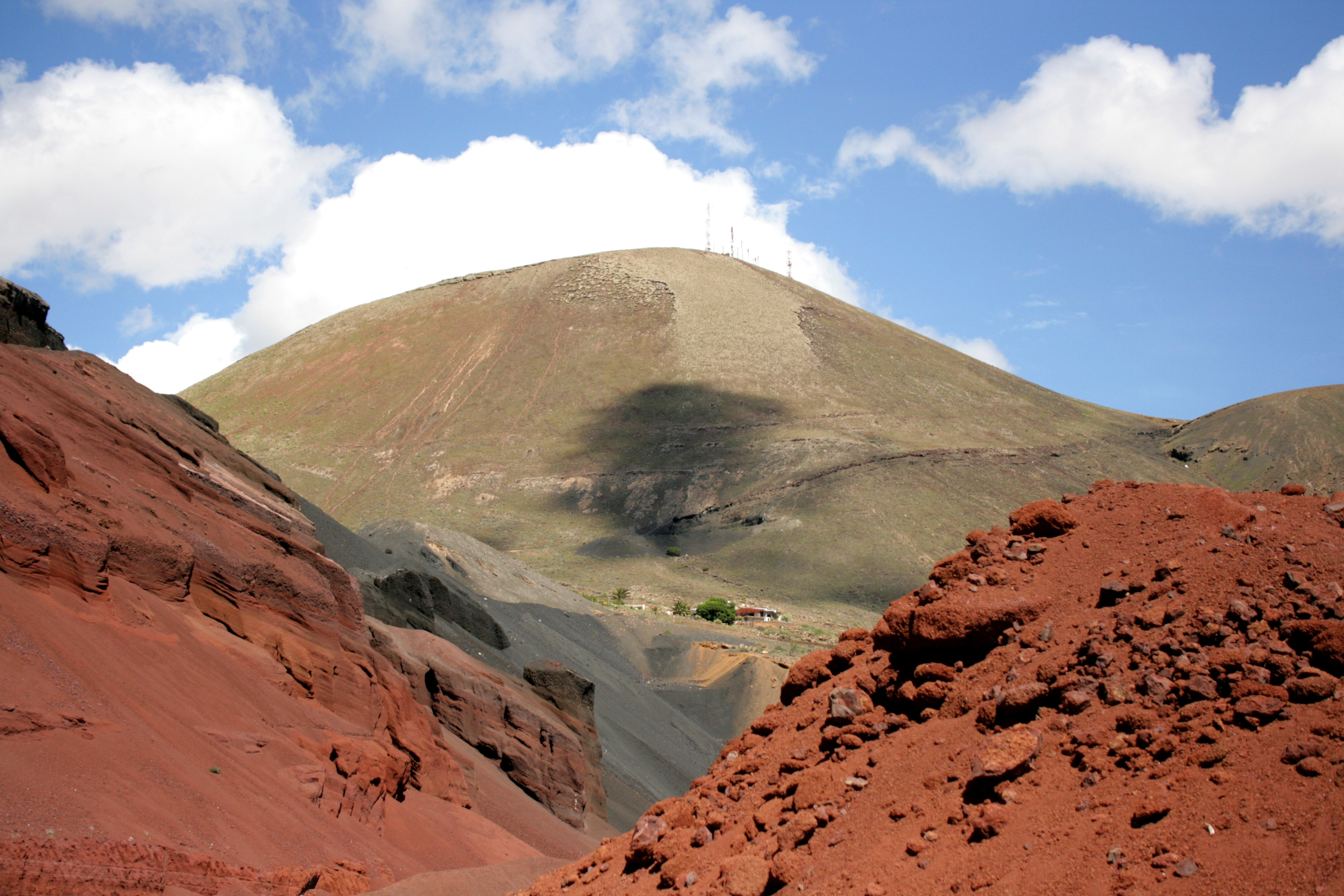
Atalaya de Femés gesehen von der Caldera de Masián

Am südlichen Ortsrand von Yaiza beginnt ein nicht markierter und teils ziemlich steiler Wanderpfad auf die Montaña de la Cinta. Der 440 Meter hohe Hausberg von Yaiza erlaubt einen spektakulären Ausblick auf die Montañas del Fuego. Aussichtsreich ist auch der Kammweg auf die Atalaya de Femés (609 Meter), den höchsten Gipfel im südlich von Yaiza gelegenen Bergland Los Ajaches. Für die unschwierige Bergtour sind hin und zurück drei Gehstunden zu veranschlagen.
Im Nationalpark Timanfaya ist das Wandern auf eigene Faust nicht gestattet, Parkranger bieten mehrmals in der Woche geführte Touren u. a. zur Montaña Termesana (auch Montaña Tremesana) an.